# Ben M'sick
Ben M'sick (en àrab ابن امسيك, Ibn Imsīk; en amazic ⴱⴰⵏ ⵎⵙⵉⴽ) és un districte (arrondissement) de la ciutat de Casablanca, dins la prefectura de Casablanca, a la regió de Casablanca-Settat, al Marroc. Segons el cens de 2014 tenia una població total de 131.833 persones.